# الحزب الاشتراكي البوركينابي
الحزب الاشتراكي البوركينابي (بالفرنسية : Party Socialiste Burkinabé) كان حزبًا سياسيًا في بوركينا فاسو. انفصل الحزب عن حزب الاستقلال الأفريقي في أوائل التسعينيات. كان زعيم الحزب هو أوامبوسوجا فرانسوا كابوري.
في الانتخابات التشريعية عام 1992 فاز الحزب بنسبة 1.2٪ من الأصوات الشعبية ومقعد واحد من أصل 111 مقعدًا. في عام 1997 فاز بنسبة 1.8٪ من الأصوات ومقعد واحد.
في مايو 2001 اندمج مع حزب الديمقراطية والتقدم.